# L'angelica avventuriera - Sole nero
L'angelica avventuriera - Sole nero (Soleil noir) è un film del 1966 diretto da Denys de La Patellière.

## Trama
Christine Rodier vuole riabilitare il nome del fratello Guy che è stato condannato per collaborazionismo. La giovane, una ricca ereditiera, parte alla volta di una repubblica africana che è diventata ricettacolo di tutti i loschi figuri banditi dai loro paesi.

## Distribuzione
Distribuito dalla Comacico, il film uscì nelle sale cinematografiche francesi il 10 dicembre 1966 con il titolo originale Soleil noir. Nella Germania Ovest, fu distribuito come Heiße Nächte, il 9 febbraio 1967.